# Dél-Korea nemzeti kincseinek listája (301–400)
Dél-Korea nemzeti kincseinek listája, a 301. elemtől. A nemzeti kincsek számozása a védelem alá kerülési sorrendet jelenti és nem fontossági sorrendet jelöl.
Előzőek: 1–100, 101–200, 201–300

## 301–400
| #      | Kép | Név (hangul, handzsa (hanja), átírt) | Hely | Felvétel      | Hiv. |
| ------ | --- | --- | --- | ------------- | ---- |
| 301.   |     | Buddhista festmény a Hvaomsza (Hwaeomsa) templomban (화엄사영산회괘불탱 華嚴寺靈山會掛佛幀 Hvaomsza jongszanhö kvebultheng (Hwaeomsa yeongsanhoi gwaebultaeng)                                                                                         | Hvaomsza (Hwaeomsa), Kurje (Gurye), Dél-Csolla (Jeolla) (전남 구례군 마산면 화엄사로 539, 화엄사 (황전리))                                                                                         | 1997. 9. 22.  |      |
| 302.   |     | Buddhista festmény a Cshonggoksza (Cheonggoksa) templomban (청곡사영산회괘불탱 靑谷寺靈山會掛佛幀 Cshonggoksza jongszanhö kvebultheng (Cheonggoksa yeongsanhoi gwaebultaeng)                                                                           | Cshonggoksza (Cheonggoksa), Csindzsu (Jinju), Dél-Kjongszang (Gyeongsang) (경남 진주시 금산면 월아산로1440번길 138, 청곡사문화박물관 (갈전리))                                                     | 1997. 9. 22.  |      |
| 303.   |     | Szungdzsongvon ilgi (Seungjeongwon ilgi) (승정원일기 承政院日記) | Szöuli Nemzeti Egyetem, Kvanak-ku (Gwanak-gu), Szöul (서울 관악구) | 1999. 4. 9.   |      |
| 304.   |     | Csinnamgvan (Jinnamgwan) (여수 진남관 麗水 鎭南館) | Joszu (Yeosu), Dél-Csolla (Jeolla) (전남 여수시 동문로 11 (군자동)) | 2001. 4. 17.  |      |
| 305.   |     | Szebjonggvan (Sebyeonggwan) (통영 세병관 統營 洗兵館) | Thongjong (Tongyeong), Dél-Kjongszang (Gyeongsang) (경남 통영시 세병로 27 (문화동)) | 2002. 10. 14. |      |
| 306.   |     | Szamguk jusza (Samguk yusa), 3-5 kötet (삼국유사 권3~5 三國遺事 卷三~五) | Csongno-ku (Jongno-gu), Szöul (서울 종로구) | 2003. 2. 3.   |      |
| 306-2. |     | Szamguk jusza (Samguk yusa) (삼국유사 三國遺事) | Szöuli Nemzeti Egyetem, Kvanak-ku (Gwanak-gu), Szöul (서울 관악구 관악로 1, 103호 동 서울대학교 규장각한국학연구원 (신림동,서울대학교))                                                            | 2003. 4. 14.  |      |
| 307.   |     | Álló buddhatriád sziklába vésve Thean (Taean)ban (태안 동문리 마애삼존불입상 泰安 東門里 磨崖三尊佛立像 Thean Tongmun-ri mae szamdzsonbul ipszang (Taean Dongmun-ri maae samjonbul ibsang)                                                             | Thean (Taean), Dél-Cshungcshong (Chungcheong) (충남 태안군 태안읍 원이로 78-132 (동문리)) | 2004. 8. 31.  |      |
| 308.   |     | Sziklába vájt ülő buddha Henam (Haenam)ban (해남 대흥사 북미륵암 마애여래좌상 海南 大興寺 北彌勒庵 磨崖如來坐像 Henam Tehungsza Pungmirugam mae jore csvaszang (Haenam Daeheungsa Bungmireugam maae yeorae jwasang)                                    | Tehungsza (Daeheungsa), Henam (Haenam), Dél-Csolla (Jeolla) (전남 해남군 삼산면 구림리 산8-1 북미륵암)                                                                                             | 2005. 9. 28.  |      |
| 309.   |     | Fehér porcelán holdkorsó (백자 달항아리 白磁 壺 pekcsa talhangari (baekja dalhangari) | Samsung Művészeti Múzeum, Jongszan-ku (Yongsan-gu), Szöul (서울 용산구 이태원로55길 60-16, 삼성미술관 리움 (한남동))                                                                               | 2007. 12. 17. |      |
| 310.   |     | Fehér porcelán holdkorsó (백자 달항아리 白磁 壺 pekcsa talhangari (baekja dalhangari) | Koreai Nemzeti Palotamúzeum, Csongno-ku (Jongno-gu), Szöul (서울 종로구 효자로 12, 국립고궁박물관 (세종로,국립고궁박물관))                                                                         | 2007. 12. 17. |      |
| 311.   |     | A Pongdzsongsza (Bongjeongsa) templom Teungdzson (Daeungjeon) terme (안동 봉정사 대웅전 安東 鳳停寺 大雄殿 ) | Pongdzsongsza (Bongjeongsa), Andong, Észak-Kjongszang (Gyeongsang) (경북 안동시 서후면 봉정사길 222 (태장리))                                                                                      | 2009. 6. 30.  |      |
| 312.   |     | Sziklába vájt buddhák a Cshilburam (Chilburam) remetelaknál (경주 남산 칠불암 마애불상군 慶州 南山 七佛庵 磨崖佛像群 Kjongdzsu Namszan Cshilburam mae pulszanggun (Gyeongju Namsan Cshilburam maae bulsanggun)                                         | Kjongdzsu (Gyeongju), Észak-Kjongszang (Gyeongsang) (경북 경주시 남산동 산36-4) | 2009. 9. 2.   |      |
| 313.   |     | Amitábhabuddha-ábrázolás a Muüsza (Muwisa) templomban (강진 무위사 극락전 아미타여래삼존벽화 康津 無爲寺 極樂殿 阿彌陀如來三尊壁畵 Kangdzsin Muüsza Kungnakcson Amitha jore szamdzsonbjokhva (Gangjin Muwisa Geungnakjeon Amita yeorae samjonbyeokhwa) | Muüsza (Muwisa), Kangdzsin (Gangjin), Dél-Csolla (Jeolla) (전남 강진군 성전면 월하리 1194) | 2009. 9. 2.   |      |
| 314.   |     | Buddhista festmény a Szonggvangsza (Songgwangsa) templomban (순천 송광사 화엄경변상도 順天 松廣寺 華嚴經變相圖 Szuncshon Szonggvangsza hvaom kjongbjongszangdo (Suncheon Songgwangsa hwaeom gyeongbyeonsangdo)                                         | Szonggvangsza (Songgwangsa), Szuncshon (Suncheon), Dél-Csolla (Jeolla) (전남 순천시 송광면 송광사안길 100, 송광사 (신평리))                                                                        | 2009. 9. 2.   |      |
| 315.   |     | Csudzsung (Jijeung) buddhista szerzetes sztéléje a Pongamsza (Bongamsa) templomban (문경 봉암사 지증대사탑비 聞慶 鳳巖寺 智證大師塔碑 Mungjong Pongamsza Csidzsungdesza thappi (Mungyeong Bongamsa Jijeungdaesa tabbi)                                 | Pongamsza (Bongamsa), Mungjong (Mungyeong), Észak-Kjongszang (Gyeongsang) (경북 문경시 가은읍 원북길 313, 봉암사 (원북리))                                                                         | 2010. 1. 4.   |      |
| 316.   |     | A Hvaamsza (Hwaamsa) templom Kungnakcson (Geungnakjeon) terme (완주 화암사 극락전 完州 花巖寺 極樂殿 Vandzsu Hvaamsza Kungnakcson (Wanju Hwaamsa Geungnakjeon)                                                                                         | Hvaamsza (Hwaamsa), Vandzsu (Wanju), Dél-Csolla (Jeolla) (전북 완주군 경천면 가천리 1078) | 2011. 11. 28. |      |
| 317.   |     | Thedzso (Taejo) koreai király portréja (조선태조어진 朝鮮太祖御眞 Csoszon Thedzso odzsin (Joseon Taejo eojin) | Királyiportré-múzeum, Csondzsu (Jeonju), Észak-Csolla (Jeolla) (전북 전주시 완산구 태조로 44 어진박물관)                                                                                           | 2012. 6. 29.  |      |
| 318.   |     | Silla-kori emlékmű Phohang (Pohang)ban (포항 중성리 신라비 浦項 中城里 新羅碑 Phohang Csungszong-ri Sillabi (Pohang Jungseong-ri Sillabi) | Kjongdzsu (Gyeongju), Észak-Kjongszang (Gyeongsang) (경북 경주시 불국로 132) | 2015. 4. 22.  |      |
| 319.   |     | Tongi pogam (Dongui bogam) (동의보감 東醫寶鑑) | Koreai Nemzeti Könyvtár, Szocsho-ku (Seocho-gu), Szöul (서울 서초구) | 2015. 6. 22.  |      |
| 319-2. |     | Tongi pogam (Dongui bogam) (동의보감 東醫寶鑑) | Koreanisztikai Akadémia, Szongnam (Seongnam), Kjonggi (Gyeonggi) (경기 성남시 분당구 하오개로 323, 한국학중앙연구원 (운중동))                                                                      | 2015. 6. 22.  |      |
| 319-3. |     | Tongi pogam (Dongui bogam) (동의보감 東醫寶鑑) | Szöuli Nemzeti Egyetem, Kvanak-ku (Gwanak-gu), Szöul (서울 관악구 관악로 1,103호 동 서울대학교 규장각한국학연구원 (신림동,서울대학교))                                                             | 2015. 6. 22.  |      |
| 320.   |     | Vorincshongangdzsigok (Worincheongangjigok) („Dalok a hold visszatükröződéséről az ezer folyón”) (월인천강지곡 권상 月印千江之曲 卷上) | Koreanisztikai Akadémia, Szongnam (Seongnam), Kjonggi (Gyeonggi) (경기도 성남시 분당구 하오개로 323 (운중동, 한국학중앙연구원) )                                                                   | 2017. 1. 2.   |      |
| 321.   |     | Fába vésett buddhák a Teszungsza (Daeseungsa) templomban (문경 대승사 목각아미타여래설법상 聞慶 大乘寺 木刻阿彌陀如來說法像 Mungjong Teszungsza mokkak amitha joreszol popszang (Mungyeong Daeseungsa mokkak amita yeoraeseol beobsang)                | Mungjong (Mungyeong), Észak-Kjongszang (Gyeongsang) (경북 문경시 대승사길 283 (산북면, 대승사)) | 2017. 8. 31.  |      |
| 322-1. |     | Szamguk szagi (삼국사기 三國史記) | Angang-up (Angang-eup), Kjongdzsu (Gyeongju), Észak-Kjongszang (Gyeongsang) (경상북도 경주시 안강읍 옥산서원길 216-27 (안강읍, 옥산서원))                                                          | 2018. 2. 22.  |      |
| 322-2. |     | Szamguk szagi (삼국사기 三國史記) | Csung-ku (Jung-gu), Szöul (서울 중구 세종대로21길 22 (태평로1가, 성암고서박물관)) | 2018. 2. 22.  |      |
| 323.   |     | A Kvancshoksza (Gwanchoksa) templom maitréja kőbuddhája (논산 관촉사 석조미륵보살입상 論山 灌燭寺 石造彌勒菩薩立像 Nonszan Kvancshoksza szokcso mirukposzal ipszang (Nonsan Gwanchoksa seokjo mireukbosal ibsang)                                      | Kvancshoksza (Gwanchoksa), Nonszan (Nonsan), Dél-Cshungcshong (Chungcheong) (충청남도 논산시 관촉로1번길 25 (관촉동, 관촉사))                                                                      | 2018. 4. 20.  |      |
| 324.   |     | I Dzse (Yi Je) számára adományozott elismerő oklevél (이제 개국공신교서 李濟 開國功臣敎書 I Dzse Kegukkongsingjoszo (I Je Gaegukgongsingyoseo) | Csindzsui (Jinjui) Nemzeti Múzeum, Tanszong-mjon, Szancshong-kun (Danseong-myeon, Sancheong-gun), Dél-Kjongszang (Gyeongsang) (경남 산청군 단성면 지리산대로2897번길 23 (남사리) (국립진주박물관)) | 2018. 6. 27.  |      |
| 325.   |     | Kiszagjecshop (Gisagyecheop) (70 év feletti hivatalnokok összejöveteléről készült emlékportré, 1719) (기사계첩 耆社契帖) | Koreai Nemzeti Múzeum, Jongszan-ku (Yongsan-gu), Szöul (서울 용산구 서빙고로 137, 국립중앙박물관)                                                                                                  | 2019. 3. 6.   |      |
| 326.   |     | Szeladon korsó „negyedik Szunhva (Sunhwa) év” felirattal (청자 순화4년명 항아리 靑磁 淳化四年銘 壺 Cshongdzsa Szunhva 4njonmjong hangari (Cheongja Sunhwa 4nyeonmyeong hangari)                                                                        | Ihva (Ihwa) Női Egyetem, Szodemun-ku (Seodaemun-gu), Szöul (서울 서대문구 이화여대길 52 이화여자대학교 박물관)                                                                                     | 2019. 5. 2.   |      |
| 327.   |     | Ereklyetartók a Vanghungszadzsi (Wangheungsaji) buddhista templomból (부여 왕흥사지 출토 사리기 扶餘 王興寺址 出土 舍利器 Pujo Vanghungszadzsi cshultho szarigi (Buyeo Wangheungsaji chulto sarigi)                                                    | Pujo (Buyeo) Kulturális Örökség Nemzeti Kutatóintézete, Kjuam-mjon (Gyuam-myeon), Pujo (Buyeo), Dél-Cshungcshong (Chungcheong) (국립부여문화재연구소, 충남 부여군 규암면 충절로 2316번길 34)       | 2019. 6. 26.  |      |
| 328.   |     | A Jongmunsza (Yongmunsa) templom Tedzsangdzson (Daejangjeon) terme és forgatható szútraállványa (예천 용문사 대장전과 윤장대 醴泉 龍門寺 大藏殿과 輪藏臺 Jecshon Jongmunsza Tedzsangdzsongva jundzsangde (Yecheon Yongmunsa Daejangjeongwa yunjangdae) | Jongmun-mjon (Yongmun-myeon), Jecshon (Yecheon), Észak-Kjongszang (Gyeongsang) (경북 예천군 용문면 용문사길 285-30 (내지리 391번지))                                                               | 2019. 12. 2.  |      |
| 329.   |     | A Cshungcshongi (Chungcheong) tartományi hivatal csapadékmérője (공주 충청감영 측우기 公州 忠淸監營 測雨器 Kongdzsu Cshungcshonggamjeong cshugugi (Gongju Chungcheonggamyeong cheugugi)                                                                | Országos Meteorológiai Szolgálat, Tongdzsak-ku (Dongjak-gu), Szöul (기상청, 서울 동작구 여의대방로 16길)                                                                                           | 2020. 2. 27.  |      |
| 330.   |     | A Kjongszang (Gyeongsang) tartományi hivatal csapadékmérő-állványa (대구 경상감영 측우대 大邱 慶尙監營 測雨臺 Tegu Kjongszanggamjong cshugude (Daegu Gyeongsanggamyeong cheugudae)                                                                     | Országos Meteorológiai Szolgálat, Tongdzsak-ku (Dongjak-gu), Szöul (기상청, 서울 동작구 여의대방로 16길)                                                                                           | 2020. 2. 27.  |      |
| 331.   |     | A Cshangdokkung (Changdeokgung) palota Imunvon (Imunwon) hivatalának csapadékmérő-állványa (창덕궁 이문원 측우대 昌德宮 摛文院 測雨臺 Cshangdokkung Imunvon cshugude (Changdeokgung Imunwon cheugudae)                                                 | Nemzeti Palotamúzeum, Csongno-ku (Jongno-gu), Szöul (서울 종로구 효자로 12, 국립고궁박물관) | 2020. 2. 27.  |      |